# Sân bay Kaimana
Sân bay Kaimana (tiếng Indonesia: Bandar Udara Kaimana) (IATA: KNG, ICAO: WASK) là một sân bay phục vụ Kaimana, ở tỉnh West Papua ở Indonesia.

## Hãng hàng không và tuyến bay
| Hãng hàng không            | Các điểm đến              |
| -------------------------- | ------------------------- |
| Lion Air                   | Ambon, Fakfak             |
| Merpati Nusantara Airlines | Fakfak, Manokwari, Sorong |

## Tai nạn
Chuyến bay 8968 của Merpati Nusantara Airlines, một chuyến bay vận chuyển hành khách nội địa từ Sorong, West Papua, Indonesia, đến Kaimana, Tây Papua, Indonesia vào ngày 7 tháng 5 năm 2011, loại máy bay Xian M60 của Merpati Nusantara Airlines đã rơi ngoài bờ biển phía Tây Papua khi tiếp cận sân bay Kaimana. Có 21 hành khách và 4 phi hành đoàn, tất cả đều thiệt mạng.